# Rindelbach
Die Ortschaft Rindelbach im Ostalbkreis in Baden-Württemberg liegt ca. 3 km nördlich von Ellwangen (Jagst), dessen Stadtteil sie heute ist.

## Geographie
Rindelbach liegt beiderseits der Jagst, auf einer Gemarkungsfläche von 3174 ha und zählt zurzeit um die 3718 Einwohner. Zu Rindelbach zählen noch folgende Ortsteile und Höfe: Borsthof, Eigenzell, Gehrensägmühle, Holbach, Kalkhöfe, Kellerhaus, Rabenhof, Rattstadt, Rotkreuz, Scheuensägmühle, Schönau, Schönenberg, Stocken, Stockensägmühle und Treppelmühle.

## Geschichte
Rindelbach wurde um 1337 als Rennelbach erstmals erwähnt und war schon ab 1337 im Besitz des Klosters Ellwangen, das die im Jahr 1498 fertiggestellte Eichkapelle am Ortseingang von Rindelbach errichten ließ. Sie ist eines der ältesten noch vollständig erhaltenen Bauwerke der Stadt. Gemeinsam mit der Kernstadt Ellwangen kam Rindelbach nach der Säkularisation 1802 zu Württemberg und wurde dem Oberamt Ellwangen zugeordnet.
Im Laufe des 19. Jahrhunderts und insbesondere seit dem 20. Jahrhundert erfuhr der Ort ein starkes Bevölkerungswachstum. Während Rindelbach um 1850 noch knapp 1000 Einwohner umfasste, stieg deren Anzahl bis zur Jahrhundertwende auf knapp 1300. Nach dem Zweiten Weltkrieg stieg die Einwohnerzahl deutlich an, von ca. 1400 im Jahr 1939 auf knapp 2000 im Jahr 1950. Im Jahr 1970 umfasste der Ort 2600 Einwohner.
Am 1. Januar 1972 wurde Rindelbach in die Stadt Ellwangen (Jagst) eingegliedert.

## Politik
Im Ellwanger Gemeinderat ist Rindelbach durch das Verfahren der unechten Teilortswahl mit vier Mitgliedern vertreten. Für Rindelbach existiert zudem ein Ortschaftsrat mit zwölf Mitgliedern, deren Amtszeit fünf Jahre beträgt. Dieser wird ebenfalls nach dem Verfahren der unechten Teilortswahl gewählt, wobei fünf der zwölf Mitglieder als Vertreter des Ortes Rindelbach selbst und sieben Mitglieder jeweils als Vertreter der ebenfalls zur Ortschaft gehörenden Wohnbezirke gewählt werden. Die letzte Wahl fand im Rahmen der Kommunalwahlen am 9. Juni 2024 statt und ergab folgendes Ergebnis:
| Partei / Wählerliste         | Stimmenanteil | Sitze  |
| ---------------------------- | ------------- | ------ |
| CDU                          | 63,8 %        | 8      |
| Freie Bürger Ellwangen (FBE) | 17,9 %        | 2      |
| Grüne                        | 16,0 %        | 2      |
| SPD                          | 2,4 %         | 0      |
| Gesamt                       | 100 %         | 12     |
| Wahlbeteiligung              | 66,1 %        | 66,1 % |

Ortsvorsteher Rindelbachs ist seit 2022 Dirk-Michael Wagner (CDU).

## Sehenswürdigkeiten

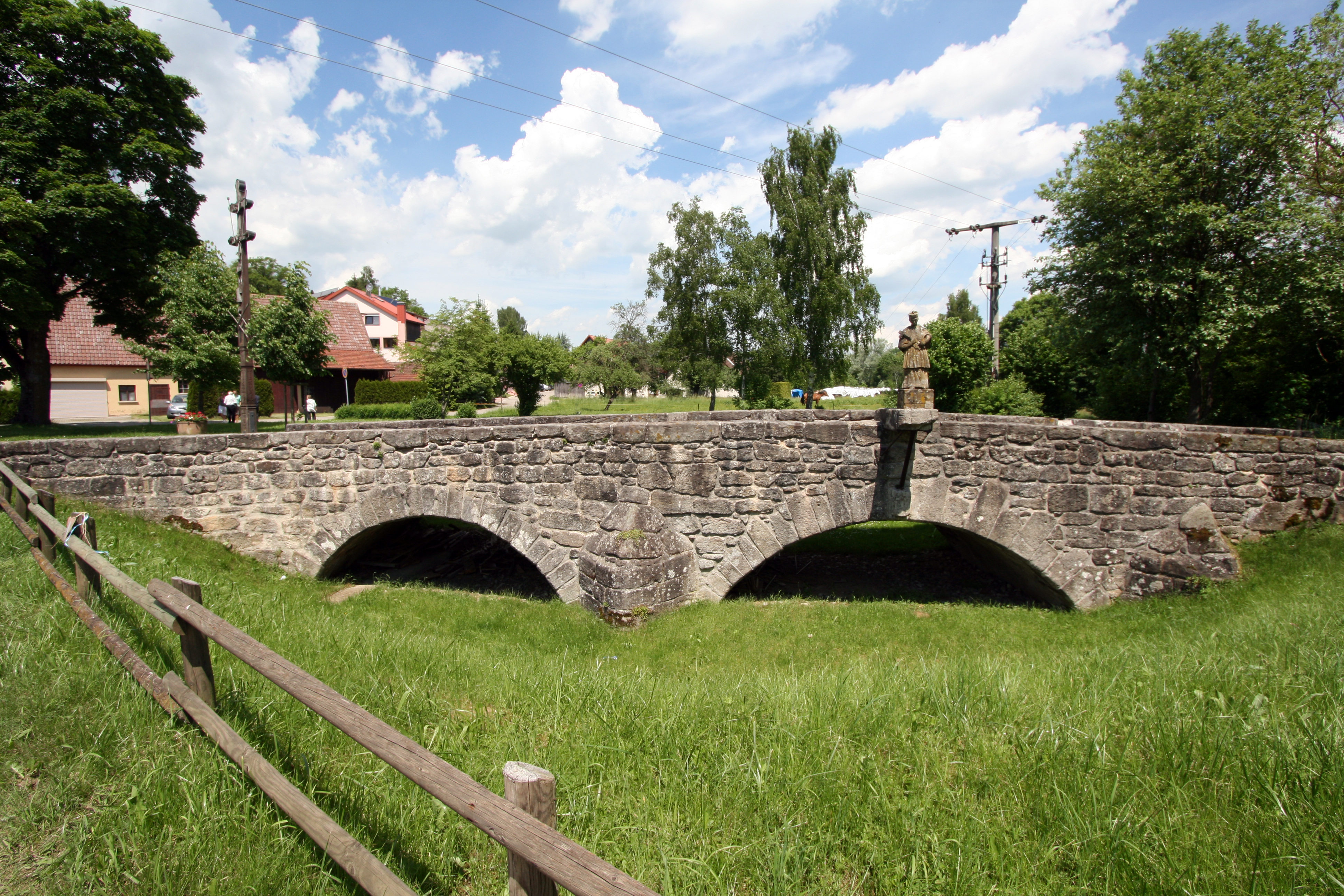
Ehemalige Jagstbrücke

Die um 1540 erbaute steinerne Jagstbrücke (auch „Drei-Bogen-Brücke“ genannt) mit dem Schutzheiligen Nepomuk ist noch gut erhalten neben der neuen Jagstbrücke, die im Zuge der Jagstbegradigung gebaut wurde; die frühere Brücke liegt nun neben dem Fluss.
Schon im 15. Jahrhundert gab es die Verehrung und Wallfahrten zum Gnadenbild an der Eichkapelle. Das Quellwasser mit dem Brünnlein vor der Kapelle war bekannt für die Heilung und Linderung bei Augenleiden. 1498 war Baubeginn der Kapelle St. Maria in der Eich. 1514 wurde die Kapelle geweiht. Hofmaler wie Wiedemann 1761/1767 und Kirchenmaler Larcher 1860 malten die Seitenaltäre; Kirchenmaler Gebhard Fugel gestaltete 1916 die Deckengemälde zum Gedenken an die Gefallenen des Ersten Weltkrieges. In den Jahren 1982 bis 1984 wurde die Kapelle umfassend renoviert.

## Söhne und Töchter des Ortes
- Philipp Jenninger (1932–2018), Politiker (CDU), Präsident des Deutschen Bundestages (1984–88)
- Erwin Hadewicz (* 1951), Fußballspieler (VFB Stuttgart, FC Bayern München)